# Bad Samaritan (film)
Pour plus de détails, voir Fiche technique et Distribution.
Bad Samaritan est un thriller américain réalisé par Dean Devlin, sorti en 2018.

## Synopsis
Voituriers d'un grand restaurant, Sean et Derek profitent du dîner de clients fortunés pour cambrioler leur domicile. Un jour, alors qu'il pénètre chez l'homme d'affaires Cale Erendreich, Sean découvre une femme séquestrée, Katie. Paniqué, Sean ne la libère pas mais alerte la police. Mais elle ne trouve aucune trace de la captive et Sean décide alors d'alerter le FBI. Pendant ce temps, inquiet de la découverte de Sean, Cale enferme Katie dans une cabane sécurisée. Un bras de fer commence entre Sean et le ravisseur détraqué, bien déterminé à pourrir la vie du voiturier pour le faire taire.

## Fiche technique
- Titre original et français : Bad Samaritan
- Réalisation : Dean Devlin
- Scénario : Brandon Boyce
- Montage : Brian Gonosey
- Musique : Joseph LoDuca
- Photographie : David Connell
- Production : Dean Devlin, Rachel Olschan et Marc Roskin
- Société de production : Legion M
- Société de distribution : Electric Entertainment
- Pays d'origine :  États-Unis
- Langue originale : anglais
- Format : couleur
- Genre : thriller
- Durée : 107 minutes
- Dates de sortie : 
  -  États-Unis : 4 mai 2018
  -  France : 16 août 2018 (VOD)

## Distribution
- David Tennant (VF : Stéphane Ronchewski) : Cale Erendreich
- Robert Sheehan (VF : Yoann Sover) : Sean Falco
- Kerry Condon : Katie Hopgood
- Carlito Olivero : Derek Sandoval
- Jacqueline Byers : Riley Seabrook
- Tracey Heggins : Olivia Fuller
- Rob Nagle : Don Falco
- Lorraine Bahr : Patty Falco
- Jacob Resnikoff : Rowan Falco
- David Meyers : Nino
- Tony Doupe : Wayne Bannon
- Lisa Brenner : Helen Leyton